# Symphyotrichum trilineatum
Symphyotrichum trilineatum là một loài thực vật có hoa trong họ Cúc. Loài này được (Sch.Bip. ex Klatt) G.L.Nesom miêu tả khoa học đầu tiên.